# Molinos del Guadalquivir (Córdoba)
Los molinos del Guadalquivir son un total de once molinos situados a lo largo del cauce del río Guadalquivir a su paso por la ciudad de Córdoba, España. El 30 de junio de 2009 fueron declarados Patrimonio Histórico Andaluz. Estos molinos son vestigios de emblemáticas construcciones medievales que, con distinto grado de deterioro, algunos de ellos han sido restaurados y empleados para fines culturales y turísticos como el molino de la Alegría que alberga al Museo de Paleobotánica del Real Jardín Botánico de Córdoba.
Los nombres de estos once molinos son: Albolafia, Alegría, Carbonell, Casillas, Enmedio, Lope García, Martos, Pápalo, San Antonio, San Lorenzo y San Rafael.

## Azud de Culeb

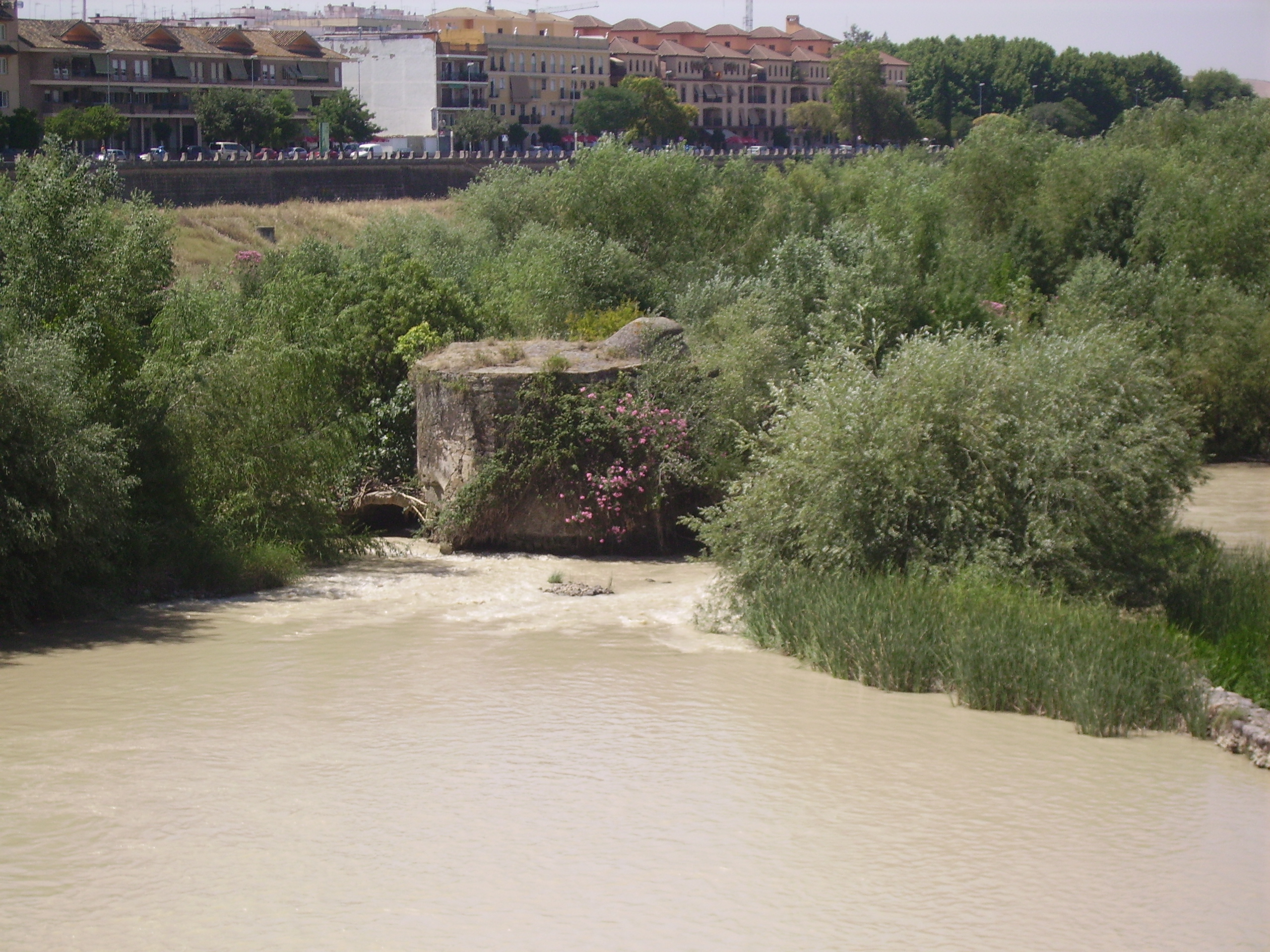
Molino de Enmedio.

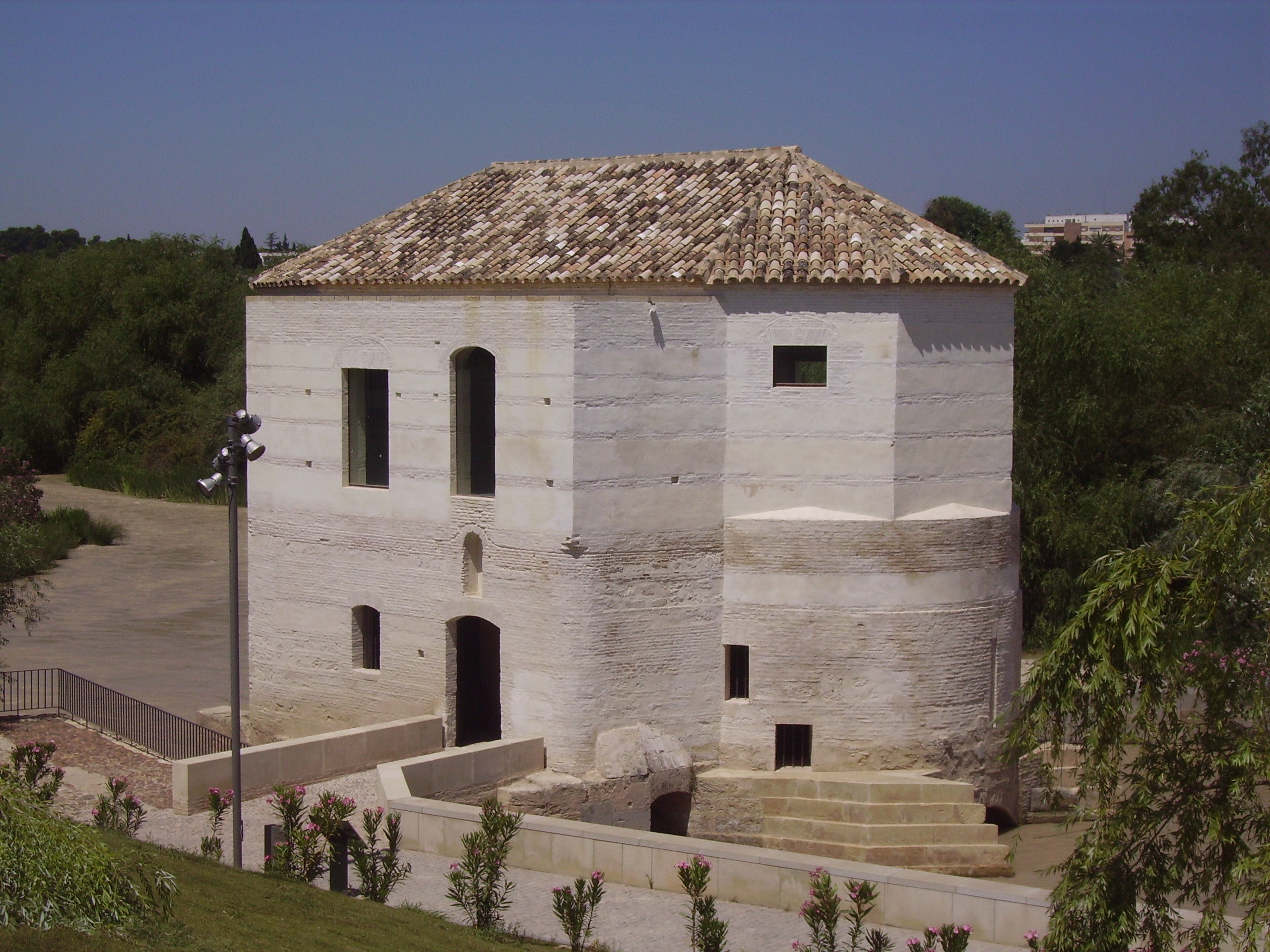
Molino de San Antonio.

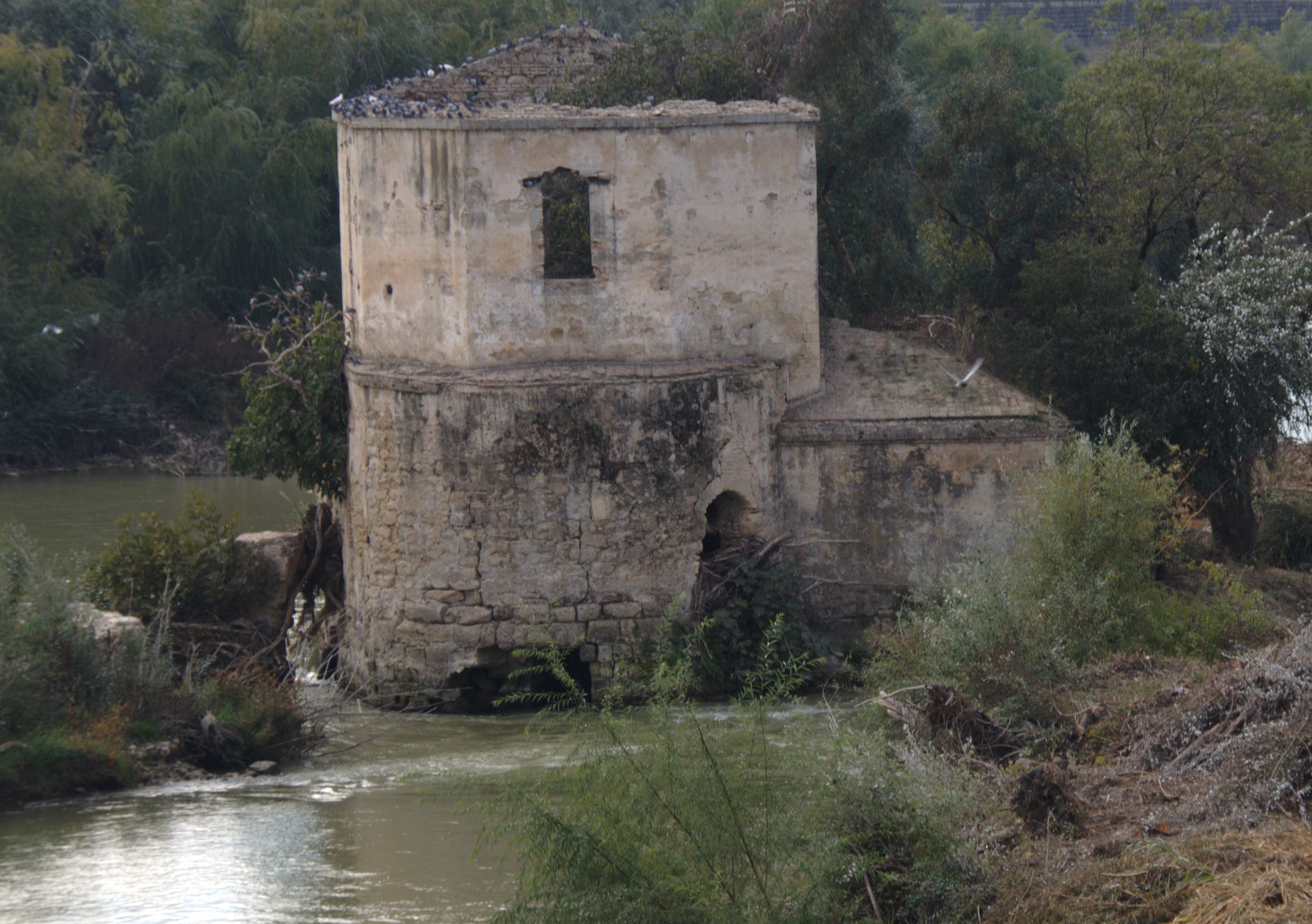
Molino de Pápalo.

### Molino de la Albolafia
El molino se encuentra en la orilla derecha del Guadalquivir, cerca del Puente Romano. Su origen se remonta a la época romana y su función era producir harina.

### Molino de Pápalo
Molino hidráulico situado en el Guadalquivir aguas abajo del Puente Romano. Visto desde el puente es el de la derecha de los dos situados en el centro del cauce. Actualmente se encuentra casi oculto por la vegetación de los Sotos de la Albolafia, constituyendo lugar idóneo para la nidificación de las numerosas aves que pueblan este magnífico paraje natural. Es también conocido como molino de Téllez, molino de Don Tello o molino de Pápalo Tierno.

### Molino de Enmedio
Molino hidráulico situado aguas abajo del Puente Romano. Visto desde el puente es el de la izquierda de los dos situados en el centro del cauce. Actualmente se encuentra casi oculto por la vegetación de los Sotos de la Albolafia. Es también conocido como molino de las Monjas de Jesús y María.

### Molino de San Antonio
Molino hidráulico situado en el Guadalquivir aguas abajo del Puente Romano junto a la margen izquierda. En sus últimos tiempos de actividad se dedicó a la molienda de harina para cubrir las necesidades del ejército y en la década de los sesenta del siglo XX se utilizó su planta baja como pequeño "astillero" donde se construían barcas de madera como las que se utilizaban para cruzar el Guadalquivir desde el embarcadero del Paseo de la Ribera próximo al Molino de Martos. Tras muchos años de abandono se inició en 2007 su restauración, conjuntamente con la del Puente Romano y aledaños de la Torre de la Calahorra.

## Azud de Alhadra

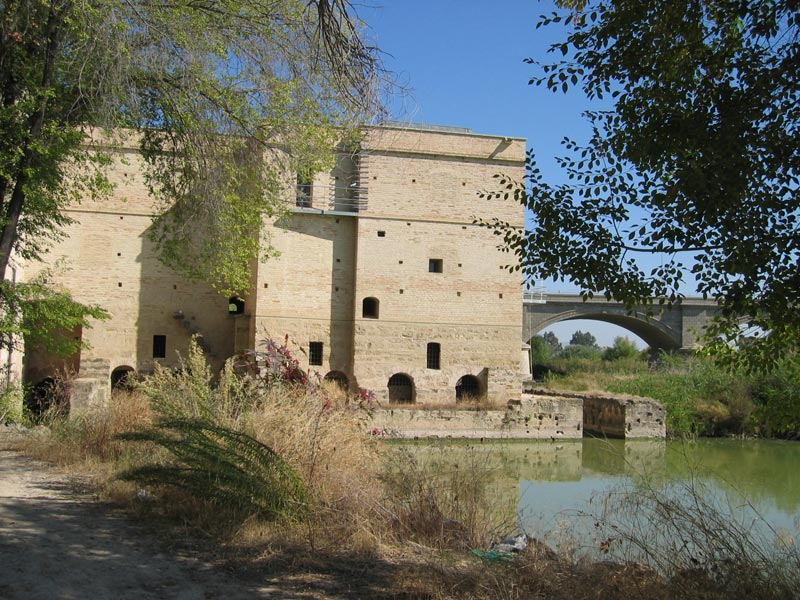
Molino de la Alegría.

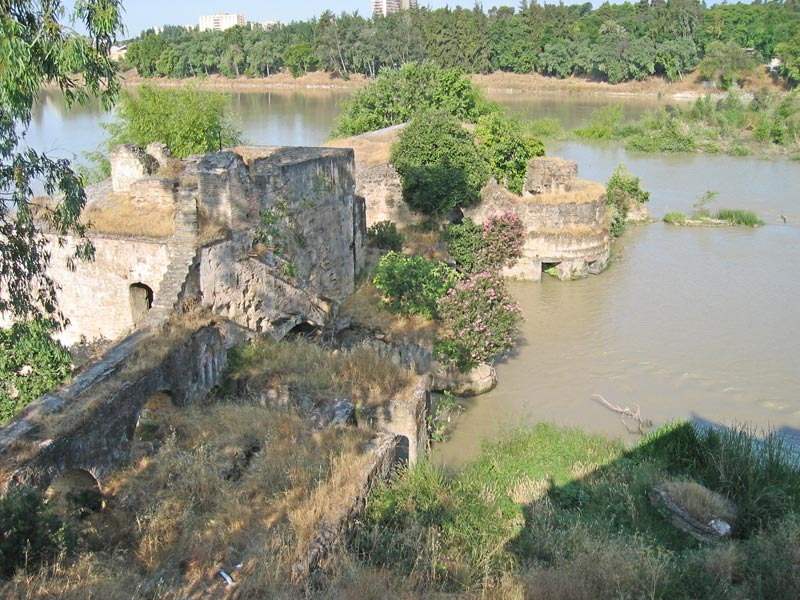
Molino de San Lorenzo.

### Molino de la Alegría
Molino situado en la margen derecha del río Guadalquivir, aguas abajo del puente de San Rafael en la Azuda de la Alhadra, y que se encuentra integrada en el Jardín Botánico. Es también conocido como molino de Cucarrón o molino de los Regulares de la Compañía.
Está construido entre dos canales aliviadores, con azud y puentecillo de conexión a tierra. La construcción anexa está dedicada a batán y tiene tres salas en crujías paralelas dedicadas a molienda, con espolón semicircular. Su fachada tiene 3 plantas, la baja de sillares de piedra y las otras dos, del siglo XIX, son de ladrillo, con numerosos mechinales y huecos de estructura vertical con dintel en arco rebajado.

### Molino de San Lorenzo
Molino de agua que se encuentra situado en la margen izquierda del río Guadalquivir aguas abajo del puente de San Rafael, en la azuda de la Alhadra, junto al cordel de Écija. También conocido como molino de Hierro.
Contiguo al molino de San Rafael, el molino de San Lorenzo es el más cercano a la orilla. Su núcleo central es de planta cuadrada cubierto con una bóveda esquifada. El paso de agua lo tiene con una bóveda de cañón de ladrillo. El puente de acceso es de tres ojos, con dos crujías adosadas paralelas a la dirección de la corriente al oeste, y que se encuentran separados por arquería.

### Molino de San Rafael
Molino que se encuentra anexo al Molino del Hierro, aguas abajo del puente de San Rafael en la margen izquierda. Tiene tres naves, las laterales en bóveda de cañón y la central con bóveda esquifada. También conocido como molino de las siete piedras.

## Otros

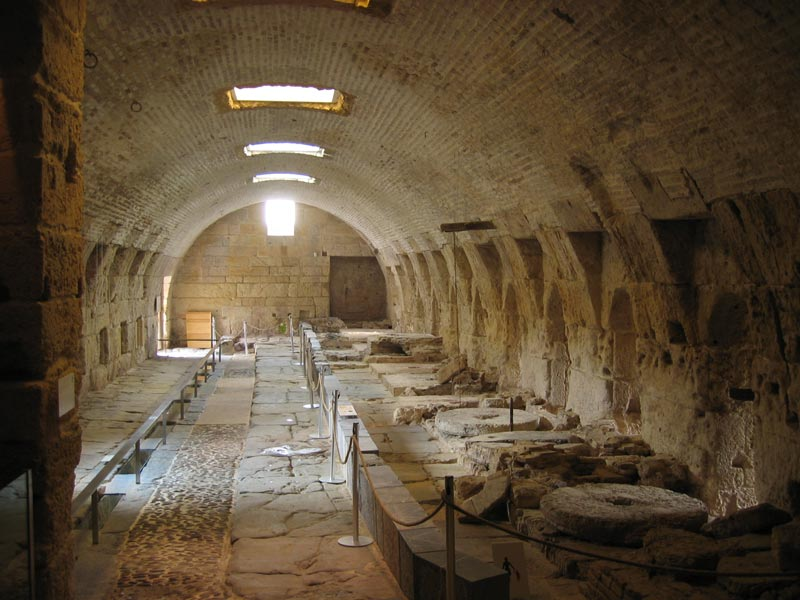
Interior del Molino de Martos.

### Molino de Martos
El Molino de Martos es un molino sito en Córdoba en el río Guadalquivir, conocido entre los siglos XIII y XVIII como aceña, o noria de tiro. Entre el año 1237 y el 1550, el molino fue una típica aceña medieval formada por dos casas diferentes. Sin embargo, entre los años 1550 y 1555, las aceñas fueron convertidas en un nuevo edificio que es el que se puede admirar actualmente, cambiando el sistema hidráulico que mantenía, por el conocido como sistema de regolfo. En 1559 el molino se convirtió en batán. En 2003 se iniciaron obras para su rehabilitación con el objetivo de transformarlo en Museo del Agua.

### Molino de Lope García
También conocido como molino de Amadeo. Es el más alejado de la población, situado en un meandro del río en la ribera derecha del Guadalquivir. Tiene dos cuerpos separados por aliviaderos. El primero cuenta con cinco piedras de rodezno y el segundo con cuatro, que se distribuyen regularmente sobre fosos rectangulares que terminan en un pozo cilíndrico.
La azuda del molino cruza completamente el río conduciendo el agua hacia las bóvedas. Su fábrica parece ser obra del siglo XVI con restos de cimentación medieval. A fines del siglo XIX, se le añadieron dos plantas para uso industrial, respetando, en gran medida, las salas de molienda.
Actualmente es de propiedad privada utilizándose como almacén.

### Molino de Carbonell
También conocido como molino de Santa Catalina. Se encuentra situado muy cerca del Molino de Lope García, también en la margen derecha del Guadalquivir. Su base antigua se transformó en 1907 para alojar cilindros y se recreció con obra moderna. Desde esa fecha, se usaban las dos primeras salas para la molienda de harina y la última para alumbrado.
Este molino ha sido propiedad de Carbonell, y ahora de un particular.

### Molino de Casillas
Se encuentra aguas abajo del Guadalquivir en su margen derecha, a unos kilómetros de la ciudad. Debió ser una construcción medieval, pero las noticias más antiguas que se tienen son de 1559 y sabemos que contuvo batanes y fue propiedad de la familia de los Góngora y del duque de la Puebla. La transformación realizada en 1895 por la Compañía de Gas y Electricidad de Córdoba, para su reconversión en central eléctrica para el alumbrado de la ciudad, desfiguró su obra antigua, aunque dejó rastros de su estructura primitiva de tres salas de molienda irregulares y en sucesión que contendrían al menos seis piedras. La azuda, de gran tamaño, cruza el río.